# Beutepanzer

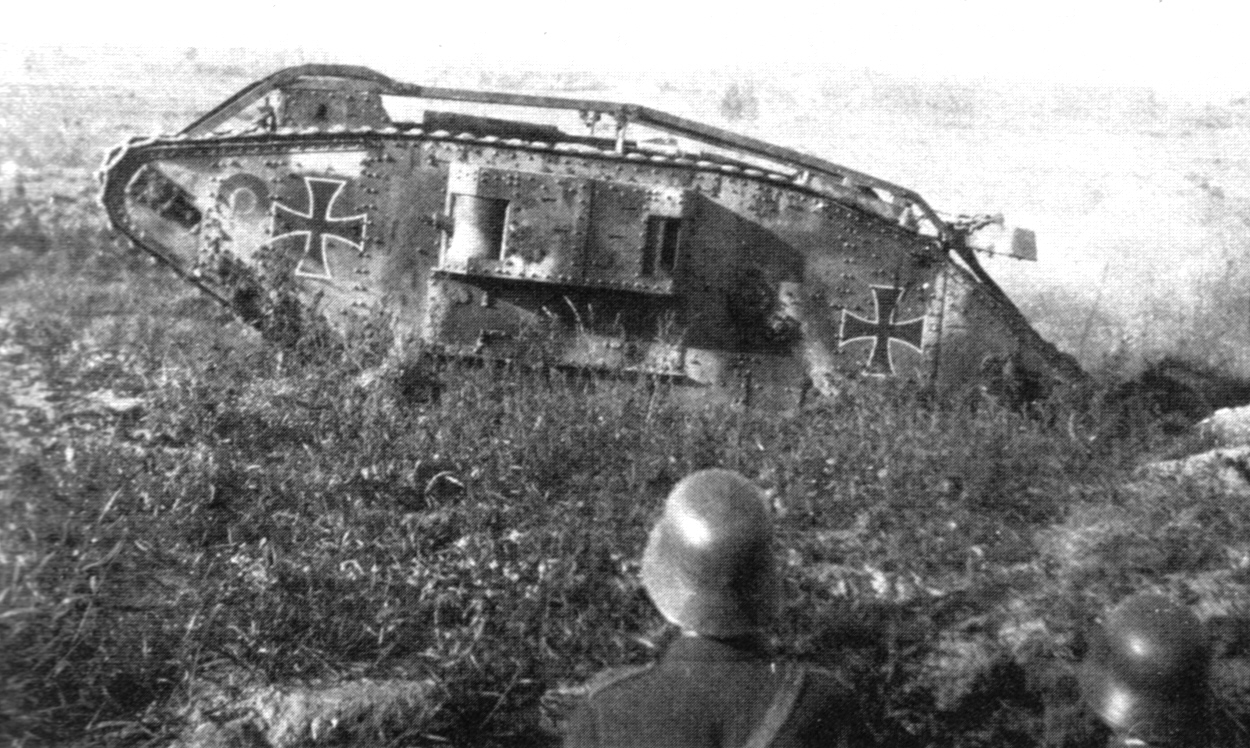
Một chiếc Beutepanzer Mk IV của Anh trong Thế chiến thứ nhất.

Beutepanzer (tiếng Đức, nghĩa là Xe thiết giáp chiến lợi phẩm) là danh xưng chung của người Đức cho những phương tiện chiến đấu bọc thép chiến lợi phẩm của họ. Người Đức đã sử dụng những chiếc Beutepanzer để hiểu rõ hơn về công nghệ của đối phương và tăng cường lực lượng thiết giáp của mình.
Beutepanzer thường được sơn lại và thay phù hiệu để tránh bị bắn nhầm.

## Thế chiến thứ nhất
Trong Thế chiến thứ nhất, người Đức có nhiều Beutepanzer trong kho vũ khí của họ, vượt xa khả năng sản xuất xe tăng của chính họ. Những chiếc Beutepanzer được sơn đè biểu tượng thập tự của nước Đức và lớp ngụy trang mới. Vào cuối cuộc chiến, có tổng cộng 170 chiếc Beutepanzer vẫn đang hoạt động, trong đó 35 chiếc được báo cáo là đã sẵn sàng chiến đấu. Trong khi đó, hơn một phần ba trong số 20 xe tăng A7V do Đức chế tạo đã bị phá hủy hoặc bị chiếm giữ vào thời điểm đó.

## Thế chiến thứ hai

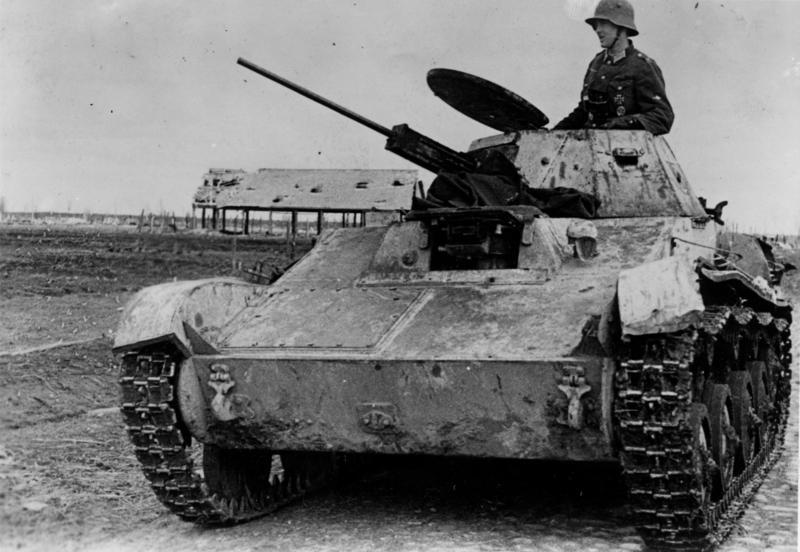
Một chiếc T-60 của Liên Xô bị bắt được đưa vào biên chế trong chiếc túi Kholm.

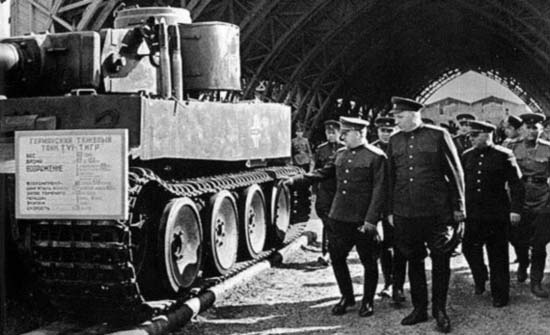
Một chiếc Tiger 1 bị Liên Xô chiếm được

Beutepanzers đóng một vai trò quan trọng trong Wehrmacht. Sau trận Anschluss (Áo) năm 1938, nhiều xe tăng của Czech đã bị thu giữ làm chiến lợi phẩm. Tháng 10 năm 1940, Heeresamt đã yêu cầu giao hai chiếc mỗi loại Beutepanzer cho Văn phòng Vũ khí Quân đội để đánh giá. Những chiếc Beutepanzer đã được Lục quân Đức Quốc xã sử dụng trên mọi mặt trận.
Trong Chiến dịch phía Tây, Đức đã chiếm được tổng cộng 691 xe tăng Anh với ước tính khoảng 350 chiếc có thể tái sử dụng. Hầu hết Beutepanzer bị bắt trong chiến dịch đã được cải tiến thành các xe tăng trinh sát hoặc vận chuyển đạn dược. Những chiếc bị hư hỏng nặng đã được tháo rời để làm phụ tùng thay thế. Ngoài ra, khoảng 1.800 xe tăng hiện đại (không phải loại FT-17) của Pháp đã bị chiếm giữ trong chiến dịch tháng 5 đến tháng 6 và được đưa trở lại hoạt động với tên gọi Beutepanzer, cùng với một số lượng tương tự bị tháo dỡ.
Người Đức có thể đã từng trang bị một số xe tăng T-26 & BT chiếm được của Liên Xô trên Mặt trận phía Đông từ năm 1941 đến năm 1942. Trong suốt năm 1943, người Đức tự sản xuất loại xe tăng T-34 của riêng mình tại các nhà máy sản xuất của Liên Xô trên phần lãnh thổ bị Đức chiếm đóng, đặt tên là T-34 747 (r) hoặc Panzerkampfwagen 747 (r).
Tuy nhiên, không phải tất cả mọi xe tăng chiếm được đều được xếp vào loại Beutepanzer. Đức cũng không phải là bên duy nhất sử dụng xe tăng chiến lợi phẩm chiếm được, mặc dù các quốc gia khác thường không triển khai các phương tiện chiếm được làm nhiệm vụ chiến đấu. Người Anh có thể đã từng điều động một chiếc Tiger 1 gần Tunis vào tháng 4 năm 1943 (Tiger 131), và Liên Xô cũng từng chiếm được một chiếc xe tăng Tiger 1 gần như nguyên vẹn không lâu sau khi nó được đưa vào tham chiến.
| Beutepanzer                   | Xe tăng gốc               | Chiếm được từ |
| ----------------------------- | ------------------------- | ------------- |
| Panzerkampfwagen 35 (t)       | Škoda LT vz. 35           | Tiệp Khắc     |
| Panzerkampfwagen 38 (t)       | CKD-Praga LT-H            | Tiệp Khắc     |
| Praga T-33                    | Praga T-33                | Tiệp Khắc     |
| T-50                          | T-50                      | Liên Xô       |
| Panzerkampfwagen 751 (r)      | T-35                      | Liên Xô       |
| T-60                          | T-60                      | Liên Xô       |
| PzKpwf 756 (r)                | KV-1                      | Liên Xô       |
| Panzerkampfwagen 754 (r)      | KV-2                      | Liên Xô       |
| PzKw 747 (r)                  | T-34                      | Liên Xô       |
| IS-2                          | IS-2                      | Liên Xô       |
| BA-10 203 (r)                 | BA-10                     | Liên Xô       |
| Attiillllery Tug 604          | Comintern                 | Liên Xô       |
| Crusader Mk. 1 (A9)           | Crusader Mk. 1 (A9)       | Anh           |
| Sturmpanzer Churchill         | Churchill                 | Anh           |
| Panzerjäger 731 (e)           | British Universal Carrier | Anh           |
| 7TP                           | 7TP                       | Ba Lan        |
| wz. 34                        | wz. 34                    | Ba Lan        |
| Panzerkampfwagen 35 H 734 (f) | Hotchkiss H-35            | Pháp          |
| Panzerkampfwagen 39-H 735 (f) | Hotchkiss H-39            | Pháp          |
| Panzerkampfwagen B2 740 (f)   | Renault Char B1           | Pháp          |
| Panzerkampfwagen 18R 730 (f)  | Renault FT                | Pháp          |
| Panzerkampfwagen 35R 731 (f)  | Renault R35               | Pháp          |
| AB43 Spähpanzer               | Autoblindo AB41           | Ý             |
| Sd.Kfz 735 (i)                | Fiat M13 / 40             | Ý             |
| P40 747 (i)                   | Fiat P26 / 40             | Ý             |
| Sturmgeschütz M42             | Semnovente 75/18          | Ý             |

| Beutepanzer       | Xe tăng gốc                | Chiếm được từ |
| ----------------- | -------------------------- | ------------- |
| Sturmgeschütz III | Sturmgeschütz III          | Đức Quốc Xã   |
| T-5               | Panzerkampfwagen V Panther | Đức Quốc Xã   |
| T-IV              | Panzerkampfwagen IV        | Đức Quốc Xã   |
| T-III             | Panzerkampfwagen III       | Đức Quốc Xã   |
| LT-38 Praga       | Panzerkampfwagen 38 (t)    | Đức Quốc Xã   |
| T-1               | Panzerkampfwagen 1         | Đức Quốc Xã   |

| Beutepanzer | Chiếm được từ |
| ----------- | ------------- |
| BT-7        | Liên Xô       |
| T-26        | Liên Xô       |
| T-28        | Liên Xô       |

| Beutepanzer | Chiếm được từ |
| ----------- | ------------- |
| T-40        | Liên Xô       |